# Hydriomena morosata
Hydriomena morosata là một loài bướm đêm trong họ Geometridae.